# Neon Genesis Evangelion: The End of Evangelion
Neon Genesis Evangelion: The End of Evangelion (japanisch 新世紀エヴァンゲリオン劇場版 Air/まごころを、君に Shin Seiki Evangerion Gekijōban: Air/Magokoro o, Kimi ni) ist der zweite Kinofilm zur Anime-Fernsehserie Neon Genesis Evangelion.
Der 1997 erschienene Film stellt eine Neuerzählung der letzten beiden Folgen der Fernsehserie dar und bietet somit ein alternatives Ende für deren Handlung. Der Film besteht aus zwei Teilen, den Folgen 25 Love is destructive (japanisch Air) und 26 Sincerely yours (まごころを、君に Magokoro o, Kimi ni). Folge 25 beinhaltet den zweiten Teil des ersten Films Neon Genesis Evangelion: Death & Rebirth, der dort Rebirth genannt wird. Die Handlung der beiden Teile baut auf der Handlung der Serie auf.

## Handlung

### Air / Love is destructive
Asuka liegt im Krankenhaus im Koma, um sich von ihren Verletzungen aus den letzten Kämpfen zu erholen. Als Shinji sie besucht, will er sie wachrütteln, da er vor den anderen Angst hat und sich von ihr Hilfe erhofft. Dabei entblößt er ihren nackten Oberkörper und masturbiert daraufhin vor ihr.
Später wird NERV durch die JSDF angegriffen, was von SEELE veranlasst wurde. Damit soll verhindert werden, dass sich NERV unter Gendo Ikari gegen SEELE stellt. Zudem will man die EVA-Einheiten sowie den Computer MAGI für den bevorstehenden Third Impact und die Ausführung des Human Instrumentality Projekts (HID, deutsch „Projekt zur Vollendung der Menschheit“) unter die eigene Kontrolle bringen. Während der Schlacht wird die Geofront offengelegt und die japanischen Streitkräfte dringen bis in das Kommandozentrum von NERV vor, dem Central Dogma. NERV kann dem Angriff kaum etwas entgegensetzten, da es nur zum Kampf gegen Engel ausgerüstet ist. Zudem will die JSDF alle EVA-Piloten töten. Asuka wird trotz ihres schlechten gesundheitlichen Zustands in EVA-02 im See in der Geofront versenkt, um sie zu schützen. Shinji hat sich im NERV-Komplex versteckt, ist in Gefahr und wird von Misato Katsuragi gesucht. Rei befindet sich im LCL-Pool in der Nähe des Central Dogma.
Nachdem sie erkennt, dass die Seele ihrer Mutter in EVA-02 lebt, gelingt es Asuka EVA-02 wieder zu aktivieren, sodass sie gegen die JSDF kämpfen kann. Doch taucht dann unvermittelt die EVA-Serie der Einheiten 05 bis 13 auf, die von SEELE kontrolliert wird. Währenddessen schlagen sich Misato und Shinji durch den NERV-Komplex, in dem nun überall JSDF-Soldaten sind. Misato gelingt es, Shinji bis zum Fahrstuhl zu EVA-01 zu bringen, doch stirbt sie kurz nachdem sie ihn verabschiedet und ihm ihre Kette mit einem Kreuz gegeben hat. Asuka gelingt es fast, die EVA-Serie zu besiegen, bevor ihre Stromreserven zur Neige gehen. Doch kann eine Serieneinheit mit einer Kopie der Longinuslanze ihr AT-Feld durchbrechen. Nach ihrem Zusammenbruch erstehen die besiegten EVA-Einheiten wieder auf und zerstören EVA-02. Trotz der Versuche Asukas, wieder zu kämpfen, wird EVA-02 dann von den Lanzen der EVA-Serie durchbohrt. Während des Kampfes führt Gendo Rei in das Terminal Dogma, wo Lilith aufbewahrt wird, und trifft dort auf Ritsuko Akagi. Diese will Gendo aufhalten, indem sie MAGI den Befehl zur Selbstzerstörung gibt. Doch MAGIs Teil Caspar, der die Persönlichkeit ihrer Mutter Naoko als Frau repräsentiert, weist den Befehl zurück. Daraufhin erschießt Gendo sie. Nach dem verlorenen Kampf Asukas aktiviert sich EVA-01 selbst und ermöglicht es Shinji einzusteigen. Daraufhin bricht EVA-01 aus dem NERV-Hauptquartier aus und baut ein flügelartiges AT-Feld auf. Shinji entdeckt die Überreste von EVA-02 und schreit aus sich heraus. Es beginnt der Third Impact – der Prozess zur Vollendung der Menschheit.

### My pure heart for you
Nach Shinjis Schrei bildet sein AT-Feld ein Kruzifix um EVA-01. Daraufhin schießt die echte Lanze des Longinus vom Mond zurück, zu dem sie in einem früheren Kampf von Rei geschossen wurde, und auf EVA-01 hin. Sie hält mit der Spitze vor ihrer Kehle. Danach durchstoßen Einheiten der EVA-Serie die Hände von EVA-01 mit ihren falschen Lanzen, beißen in die Flügel des AT-Felds und tragen ihn weiter nach oben. Sie bilden einen Sephirothbaum (auch Baum des Lebens) und lösen eine gewaltige Explosion aus, die ganz Japan umfasst und den Schwarzen Mond, die Eizelle Liliths, freilegt. In dieser befindet sich auch die Geofront. Im Terminal Dogma will Gendo Rei mit Adam in seiner Hand verschmelzen, doch stößt sie ihn ab. Sie vereinigt sich selbstständig mit Lilith. Diese wirft ihre Maske ab und wird zu einer weiblichen Gestalt ähnlich Rei, die ständig wächst. Sie steigt in den Himmel zu den EVAs auf. Als Rei/Lilith die Gestalt von Kaworu Nagisa annimmt, bricht das AT-Feld von Shinji zusammen und EVA-01 verschmilzt mit der Longinuslanze zum kreuzförmigen Baum des Lebens. Der Schwarze Mond steigt zwischen die Hände Rei/Liliths auf und Shinji setzt sich in Träumen mit seinem Leben und Asuka auseinander. In diesen streiten sie sich und Shinji würgt Asuka. Er verliert schließlich den Lebenswillen und wünscht auch allen anderen den Tod. Die Stimme Rei ruft ihn aber um Vernunft an.
Währenddessen erzeugen Rei/Lilith und die EVA-Serie ein starkes Anti-AT-Feld, das sich immer weiter ausbreitet. Dadurch wird eines Jeden AT-Feld aufgelöst und die Menschen lösen sich in LCL auf. Kurz zuvor erscheint jedem eine geisterhafte Gestalt des jeweils liebsten Menschen. Die Seelen der Menschen kehren daraufhin zu Rei/Lilith zurück. Auch der Baum des Lebens mit Shinji dringt durch ihre Stirn in Rei/Lilith ein. Daraufhin kommt es zu einer Auseinandersetzung Shinjis mit Rei und Kaworu in seiner Psyche, in der diese ihm erklären, er habe sich diese Welt so gewünscht. Da beschließt Shinji, dass er lieber als Individuum unter anderen weiter lebt als in einem LCL-Meer, in dem alles Eins ist. Danach stößt EVA-01 wieder mit der Longinuslanze aus Rei/Lilith hervor und Rei/Lilith zerfällt. Aus dem Schwarzen Mond fließt LCL auf sie, die EVA-Serie fällt in Form von Kruzifixen zur Erde, nachdem ihre Lanzen zerbarsten und Shinjis Mutter Yui erklärt, dass jedes Lebewesen in seine Form zurückkehren kann, solange es den Willen dazu hat. Zu Shinji sagt sie, dass er das Glück überall finden könne. Dann verabschiedet sie sich von ihrem Sohn und EVA-01 driftet mit der Lanze des Longinus ins All ab, von der Erde weg. Sie soll noch ewig existieren und Zeugnis davon sein, dass es die Menschheit gegeben hat.

### One more Final: I need you
Shinji wacht auf und liegt an einem Strand an einem roten Meer aus LCL. Misatos Kreuz ist an einen Holzpflock genagelt und Asuka liegt ruhig neben ihm, in ihrem Plug Suit und verbunden. Shinji sieht kurze Zeit Rei über dem roten Meer schweben, sie trägt ihre Schuluniform. Dann beginnt Shinji Asuka zu würgen. Als sie ihn an der Wange berührt hört er auf und weint.

## Entstehung

### Motivation
Die beiden Kinofilme wurden produziert, weil zahlreiche Zuschauer der Fernsehserie mit deren Ende, besonders den letzten beiden Folgen, nicht zufrieden waren. Der zweite Film, Neon Genesis Evangelion: The End of Evangelion, sollte nun die Geschehnisse in der realen Welt darstellen, während sich die letzten beiden Folgen der Serie nahezu vollständig in der Gedankenwelt der Charaktere abspielten. Das Grundthema der Folgen 25 und 26 sei Das Herz der Menschen gewesen, doch die Umsetzung dieses Themas sei von den Zuschauern nur als unvollständiges Ende angesehen worden. Daher wollte man eine Alternative folgen lassen, die das Thema dennoch nicht außen vor lässt.

### Produktion

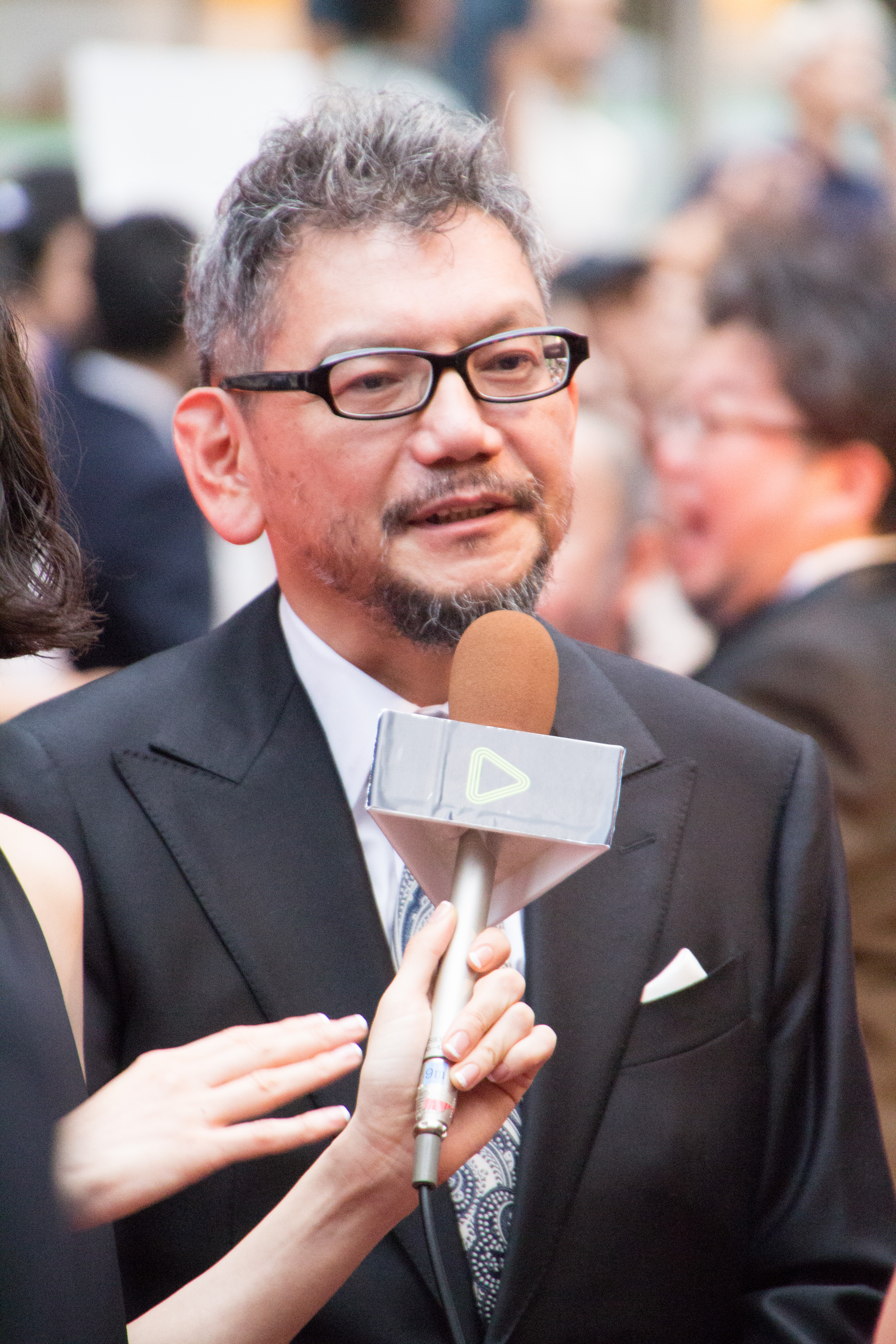
Hideaki Anno

Hideaki Anno führte bei der Produktion des Films Regie und schrieb gemeinsam mit Masayuki das Drehbuch. Regisseur des ersten Teils war Kazuya Tsurumaki. Das Charakter-Design stammt von Yoshiyuki Sadamoto. Am Mecha-Design wirkte neben Hideaki Anno selbst Ikuto Yamashita mit. Der verantwortliche Produzent war Mitsuhisa Ishikawa. Einige Szenen, wie Asukas Kampf gegen die EVA-Serie, waren bereits bei der Produktion der Fernsehserie erstellt worden, wurden dort jedoch nicht verwendet und nun in den Film eingebaut. Der erste Teil, Air, basiert auf dem ursprünglichen Drehbuch der 25. Folge der Serie. Der Film beginnt direkt nach der 24. Folge und entwirft so eine Alternative zur Handlung der letzten beiden Folgen. Er setzt außerdem den zuvor erschienenen Film Neon Genesis Evangelion: Death & Rebirth fort. Ursprünglich war als Titel daher auch Evangelion: Rebirth 2 geplant.
Der Teil Air besteht zu etwa zwei Dritteln aus Rebirth, dem zweiten Teil des ersten Films. Dieser ist nicht rechtzeitig zum Kinostart von Death & Rebirth fertig geworden und wurde im zweiten Film vollständig nachgereicht. Beim ersten Teil wurde die Regie Kazuya Tsurumaki überlassen; Hideaki Anno schrieb nur das Drehbuch. Beim zweiten Teil übernahm Anno die Regiearbeit selbst. Es gab zwei künstlerische Leiter für die erste Episode, drei für die zweite. Darunter Masayuki, der bei Death & Rebirth mit Regie führte und nun für schwierige Animationen im Hintergrund, wie zum Beispiel Wasser, verantwortlich war. Im Film wird auch die Befindlichkeit des Regisseurs Hideaki Anno nach der Produktion der Serie und zur Zeit der Filmproduktion gezeigt. Anno habe sich nach dem Ende der Fernsehserie in einer ähnlichen Gefühlslage befunden, wie der Charakter Shinji in deren erster Hälfte. Beide werden häufig, auch vom Produktionsteam, miteinander identifiziert. So jedoch entstand ein Bruch zwischen der 24. Folge der Serie und dem Beginn des Films, obwohl beide aneinander anschließen sollten, weil für die Mitarbeiter ein Jahr zwischen den Produktionen lag. Die Situation war eine andere, insbesondere die Anspannung während der Produktion der letzten Folgen war zu diesem Zeitpunkt nicht mehr gegeben.

### Stilistische Mittel
Im Film kommen an mehreren Stellen Realfilm-Aufnahmen zum Einsatz, etwa in der Kinoversion gleich zu Beginn und auch in Shinjis Traumszenen während des Third Impact. Die Aufnahmen zeigen Bilder aus Tokio, über die Shinji vor allem mit Rei philosophiert. Einige der Szenen zeigen die Charaktere als reale Personen. Später wird ein gefüllter und anschließend leerer Kinosaal gezeigt. Diese Realfilm-Aufnahmen sind jedoch ausnahmslos optisch verfremdet worden. Auch Computergrafiken, die von Production I.G und Omnibus Japan erstellt wurden, finden mehrfach Verwendung. Sie werden vor allem während der Szenen des Third Impact und der „Vollendung der Menschheit“ im zweiten Teil des Films eingesetzt. Mehrmals werden im Film auch Briefe und Nachrichten gezeigt, die Hideaki Anno nach Fertigstellung der Serie und des ersten Films erhalten hat. Neben Lob für seine Arbeit finden sich darunter auch gegen ihn gerichtete Morddrohungen.

## Strittige Szenen
Der Film enthält einige Szenen, die während der Produktion mehrmals verändert wurden oder in ihrer Bedeutung umstritten sind. Dazu zählen die Masturbationsszene zu Beginn des Films, das Aufeinandertreffen von Gendō und Ritsuko im Terminal Dogma und die Schlussszene. Zur Masturbationsszene schreibt Susan J. Napier, sie zeige auf trostloseste Weise („bleakest of terms“) die sexuelle Reifung Shinjis, ganz ohne jede in Filmen übliche symbolische Ersatzhandlung.

### Gendō und Ritsuko
Als Ritsuko und Gendō sich im Terminaldogma gegenüberstehen, sagt dieser „Ritsuko Akagi, die Wahrheit ist …“ („Akagi Ritsuko-kun, honto ni…“), wobei das Ende des Satzes nicht zu hören ist. Ritsuko antwortet mit „… Lügner“ („usotsuki“) und wird danach von Gendō erschossen. Auch sie scheint etwas Unverständliches gesagt zu haben. Gendōs Satz wird auch übersetzt mit „Akagi, eigentlich …“ („Akagi, actually …“) oder „Dr. Akagi, ich …“. In anderen Sprachversionen vollendet Gendō den Satz und sagt: „Ich habe sie wirklich geliebt.“ Im ursprünglichen Skript sollten Gendōs Worte durch eine Explosion unhörbar werden. Diese wurde dann jedoch weggelassen, sodass man ihn die Lippen bewegen sieht, aber keine Worte hört.

### Schlussszene
Für die letzte Szene des Films wurden noch zwei weitere Varianten entworfen. In der ersten Variante sieht man Shinji an Gräbern stehen, an denen die Namen der Hauptcharaktere (außer Rei) zu lesen sind. Die Stele von Asukas Grab wird von ihr umgestoßen. Danach liegen die beiden wieder am Strand. In der nächsten Einstellung sieht man EVA-01 ohne Maske auf dem Mond liegen. Sie hat die Haare einer Frau, aber ihr Gesicht ist nicht zu sehen. Die letzten Bilder zeigen die rote Erde, den Mond, die Sonne und die Sterne. In der zweiten Variante erscheint Asuka nicht. Shinji liegt am Strand und hält eine Hand. Er sagt: „Ich werde sie nie wieder sehen. Vielleicht ist es auch besser so. Ich lebe immer noch, also sollte ich auch weiterleben.“ Die Hand gehört zu einem Arm ohne Körper.
Die Gräber aus der ersten Variante sind auch in der schließlich veröffentlichten Fassung zu sehen. Allerdings wurden hier die Namen entfernt. Auch der Holzpflock, an dem Misatos Kreuz hängt, war als ein solches Grab gedacht. In der endgültigen Fassung sagt Asuka im Original noch „kimochi warui“, nachdem Shinji aufgehört hat, sie zu würgen. Dies bedeutet „Eklig“ oder „Was für ein abscheuliches Gefühl“. Auch andere Versionen dieses Satzes, wie „Ich fühle mich krank/Mir ist schlecht“ (vom Englischen „I feel sick“) sind zu finden. Die Deutung der Szene ist sehr umstritten, da der Film von der eher positiven und dem Ende der Serie entsprechenden Stimmung der vorherigen Szenen in ein apokalyptisches, nicht erklärtes Szenario wechselt. Asukas letzter Text sollte ursprünglich in etwa „ich wollte [von allen Männern] nie von dir getötet werden“. Doch Anno war unzufrieden mit dem Ergebnis der Sprecherin Miyamura, sodass er sie fragte, was sie denken würde, wenn ein Mann in ihr Schlafzimmer kommt, während sie schläft, und vor ihr masturbiert, in dem Moment, in dem sie aufwacht. Ihre Antwort „kimochi warui“ wurde dann zu Asukas letztem Satz.

## Musik
Die Musik des Films wurde komponiert und arrangiert von Shiro Sagisu. Es werden mehrfach Musikstücke von Johann Sebastian Bach gespielt. Die Folge Air ist nach dem Satz Air aus der Orchestersuite Nr. 3 von Bach benannt. Dieses wird während Asukas Kampf gegen die EVA-Serie und der Szene mit Gendō und Ritsuko im Terminaldogma gespielt. Des Weiteren finden Sätze aus der Cellosuite Nr. 1 in G-Dur und der Kantate Herz und Mund und Tat und Leben Verwendung – letzteres wird in Shinjis Traumszene während der „Vollendung der Menschheit“ von einem Klavier gespielt und am Ende von Streichern wiederholt.
Das Lied Komm, süßer Tod (甘き死よ、来たれ), das während des Third Impacts gespielt wird, wurde von Arianne gesungen und ist nach einem Lied von Bach benannt, das auch einen ähnlichen Text besitzt. Die Melodie weist teilweise große Ähnlichkeit mit Johann Pachelbels Kanon in D auf, der auch im ersten Film Verwendung findet. Der Originaltext wurde von Hideaki Anno geschrieben. Für die internationale Version wurde der Text von Mike Wyzgowski übersetzt, wobei es zwischen Original und Übersetzung Unterschiede in der Bedeutung gibt. Während des Abspanns des ersten Teils wird Thanatos –If I Can't Be Yours– von Loren & Mash gespielt. Dieses Lied basiert auf Thanatos, einer Hintergrundmelodie der Fernsehserie.

## Veröffentlichungen
The End of Evangelion kam am 19. Juli 1997 in die japanischen Kinos. Es folgten Veröffentlichungen auf Laserdisc, sowohl in der Kinofilmversion als auch umgearbeitet zu zwei 40 Minuten langen Folgen einschließlich jeweils Vor- und Abspann sowie einer Vorschau am Ende des ersten Teils auf den zweiten. Diese Fassung erschien als letzter Teil der Laserdisc-Veröffentlichung der Fernsehserie. Die Filmfassung erschien auch auf VHS und DVD. Später wurde der Film zusammen mit Death(true)2, einer bearbeiteten Version von Death, unter dem Namen Revival of Evangelion neu veröffentlicht.
In Deutschland wurde der Film im August 2005 von Panini Video auf DVD veröffentlicht. In englischer Sprache wurde der Anime auf den Sendern Encore Action und Special Broadcasting Service ausgestrahlt. Weiterhin wurde er unter anderem auf Arabisch, Französisch, Italienisch und Spanisch veröffentlicht.
Als Begleitmaterial zum Film erschien das Filmskript von August 1997 bis Januar 1998 in vier Ausgaben des Dragon Magazine. Außerdem wurde zu den Kinoaufführungen ein von Studio Gainax herausgegebenes Artbook mit Skizzen, Interviews und Hintergrundinformationen. Wegen des Titelbildes wurde es auch als „Red Cross Book“ bezeichnet.

## Synchronisation
Die Synchronisation wurde von G&G Tonstudios in Kaarst durchgeführt. Dabei kamen zum Großteil wieder die Sprecher der Fernsehserie zum Einsatz; die Rollen von Kaji Ryōji und Lorenz Kiel wurden mit Stephan Schleberger bzw. Bernd Kuschmann neu besetzt. 2019 wurde eine zweite deutsche Synchronfassung für Netflix erstellt. Diese zweite Synchronfassung wurde von der postperfect Berlin GmbH produziert. Regie führte Olaf Mierau, das Dialogbuch stammte hierbei aus der Feder von Lydia Hibbeln.
| Rolle               | Japanischer Synchronsprecher (Seiyū) | Deutscher Synchronsprecher | Deutscher Synchronsprecher |
| Rolle               | Japanischer Synchronsprecher (Seiyū) | DVD (2005)                 | Netflix (2019)             |
| ------------------- | ------------------------------------ | -------------------------- | -------------------------- |
| Shinji Ikari        | Megumi Ogata                         | Hannes Maurer              | Christian Zeiger           |
| Asuka Langley Sōryū | Yūko Miyamura                        | Julia Ziffer               | Johanna Dost               |
| Rei Ayanami         | Megumi Hayashibara                   | Marie Bierstedt            | Franziska Lather           |
| Misato Katsuragi    | Kotono Mitsuishi                     | Julia Kaufmann             | Anna Amalie Blomeyer       |
| Gendō Ikari         | Fumihiko Tachiki                     | Erich Räuker               | Urs Remond                 |
| Kensuke Aida        | Tetsuya Iwanaga                      | Gerrit Schmidt-Foß         | Frederic Böhle             |
| Tōji Suzuhara       | Tomokazu Seki                        | Julien Haggège             | Volkmar Leif Gilbert       |
| Kaworu Nagisa       | Akira Ishida                         | Robin Kahnmeyer            | Jeremias Koschorz          |
| Ritsuko Akagi       | Yuriko Yamaguchi                     | Peggy Sander               | Cornelia Waibel            |
| Kōzō Fuyutsuki      | Motomu Kiyokawa                      | Hans-Werner Bussinger      | Sven Riemann               |
| Lorenz Kiel         | Mugihito                             | Bernd Kuschmann            | Horst Lampe                |
| Kaji Ryōji          | Kōichi Yamadera                      | Stephan Schleberger        | Daniel Kröhnert            |
| Hikari Horaki       | Junko Iwao                           | Ilona Brokowski            | Anni C. Salander           |

## Rezeption

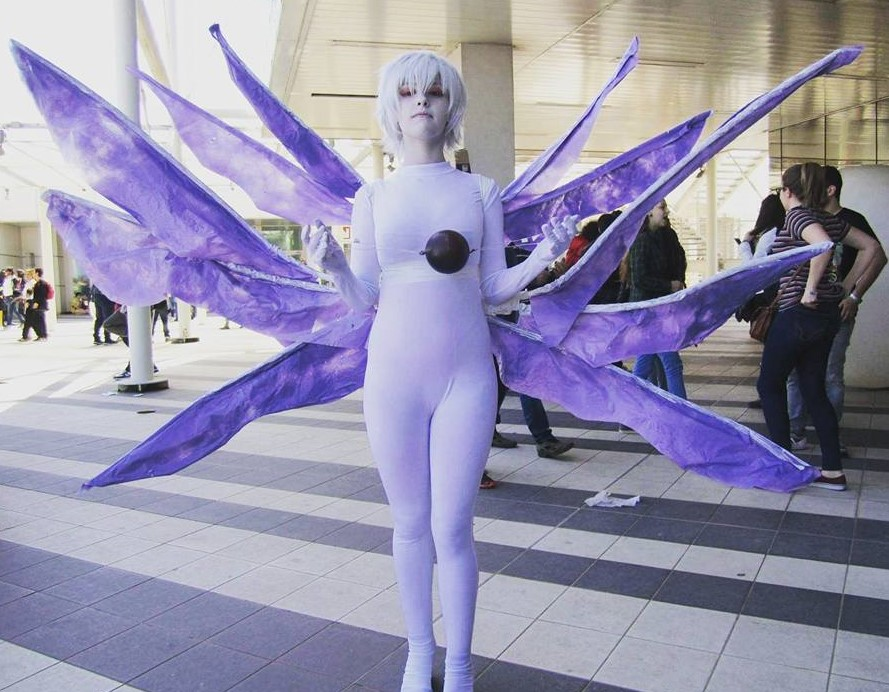
Cosplayerin als Lilith

The End of Evangelion gewann in Japan 1997 den Grand Prix des Magazins Animage und 1998 den Japanese Academy Award als „Populärster Film“. Außerdem spielte er in den japanischen Kinos 1,5 Milliarden Yen ein. In den USA wurde der Film im Magazin Newtype USA scharf kritisiert, da die ersten 20 Minuten lediglich eine Wiederholung seien, in der niedere Gelüste der Zuschauer befriedigt würden. Die biblischen Anspielungen nähmen zu sehr überhand und die Handlung sei von Teenager-Drama und schlechten Erziehungshandlungen geprägt. Für die Zuschauer wäre der Film frustrierend. Marvin Gleicher von Manga Entertainment hält dem entgegen, dass der Film mehr als ein Weltuntergangsszenario sei und voller Symbolismus wäre. The End of Evangelion sei einer der kreativsten und durchdachtesten Animationsfilme. Der Kritiker der Newtype sei ignorant und verweigere sich jedem Versuch der Interpretation.
Carl Gustav Horn nennt den Film extrem gewalthaltig und surreal und vergleicht ihn dabei mit Akira, doch seien beide Eigenschaften nicht stärker vertreten als in der Fernsehserie oder manchen anderen Animes. Das Ende des Films, so Horn, gleiche dem der Serie, nur dass es mit viel Aufwand, Blut und Gewalt inszeniert. Mehrere Kritiker loben vor allem die audio-visuelle Umsetzung. Diese habe größere Sorgfalt erfahren als die nicht immer konsistente Handlung, so Light and Sound. Mark Schilling hebt die unglaubliche Informationsdichte hervor, mit der der Film den Zuschauer konfrontiert. Keith Uhlich nennt den Film einen äußerst zufriedenstellenden Abschluss der Fernsehserie mit einem apokalyptischen Ende, gemischt aus christlicher und jüdischer Symbolik und psychologischer Problembehandlung. Bei einer Umfrage des Magazins Time Out unter Filmschaffenden kam der Film auf Platz 65 der 100 besten Animationsfilme aller Zeiten.
Die deutsche Fachzeitschrift AnimaniA beschreibt die Handlung des Films als „ungewöhnlich“ und „fesselnd“. Es würden neben dem Kampf um das Überleben der Menschheit auch Konflikte jedes Charakters mit sich selbst und seiner Vergangenheit ausgetragen. Die Optik des Films sei durch die Leistung des Studios Production I.G überragend. Die eingestreuten Realfilm-Aufnahmen würden gut in das Gesamtwerk passen, bauten eine unheimliche Stimmung auf und würden zur Selbstreflexion einladen. Der Film liefere jedoch kaum die Antworten, die sich die Zuschauer der Fernsehserie wünschten, sondern werfe hingegen zahlreiche neue Fragen auf. Der Zuschauer müsse so die Geschichte selbst interpretieren. Im Slant Magazine schrieb Michael Peterson, in End of Evangelion sei Hideaki Annos Können erstmals voll zur Geltung gekommen. Er habe die Fähigkeit, ähnlich wie David Lynch, mit der Wahl von Blickwinkel, Farbe und Komposition Bilder zu schaffen, die nicht nur im Kontext des Bewegtbilds und der Geschichte eine hohe Ästhetik haben, sondern auch als Einzelbilder. Während die einen den Film als Dekonstruktion des Anime-Genres und insbesondere im zweiten Teil als völlig unkonsistent und nicht nachvollziehbar bezeichnen, nennen ihn andere den Versuch, mit dem Aufgreifen längst bekannter Erzählmuster wie dem Kampf der Gruppe Jugendlicher gegen außerirdische Angreifer und der neuartigen visuellen Umsetzung dem zukünftigen Verschmelzen von Medien wie Fernsehen, Comic und Videospielen und deren Inhalten vorzugreifen.